# Teatre Guimerà (Barcelona)
El Teatre Guimerà, anteriorment Sala Ampurdanesa, va ser un espai teatral ubicat al carrer del Pi, 11 de Barcelona (vegeu Casa Torres).

## Història
El 1923, les cartelleres dels diaris barcelonins van començar a anunciar la programació de la Sala Ampurdanesa. Tanmateix, no hi ha informació sobre les dimensions ni la disposició de l'escenari o del pati de butaques, com tampoc la data d'inauguració; només que estava especialitzat en teatre de titelles per a infants, i hi van treballar, entre d'altres, l'iniciador de la nissaga de titellaires Anglès. Segons la bibliografia, abans havia estat la seu del Palau de la Il·lusió (on va treballar Juli Pi, mestre de Jaume Anglès i Vilaplana) o que, més tard, va passar a dir-se Titelles Baby (cal no confondre-la amb la Sala Baby del passeig de Gràcia).
A mitjans dels anys 1930, poc abans de l'esclat de la Guerra Civil, es perd el rastre de l'Ampurdanesa, fins que el 16 d'abril de 1958 reapareguéamb el nom de Teatre Guimerà, del qual el periodista i escriptor Sergio José Vilar, en una extensa crònica dels teatres de butxaca barcelonins publicada a la revista Destino, deia: «De modern, el local no té res», tot fent broma sobre l'edifici històric on s'emplaçava.
Uns dies abans de la crònica de Vilar, Lluís Orduna, actor, director d'escena i empresari del teatre, va convidar els crítics a visitar-la, potser per guanyar-se el seu favor. En tot cas, la visita va ser un encert: a La Vanguardia de l'11 d'abril, per exemple, s'escrigué que la nova sala «és un local acollidor, còmode i confortable, al decorat del qual conserva un cert caràcter de teatre d'època, per tal que rimi amb l'ambient d'aquell barri barceloní». La platea, en forma de ferradura, tenia capacitat per a 250 espectadors.
Els problemes econòmics que va travessar la sala van fer perillar la seva continuïtat l'any 1962; la crisi va superar-se gràcies al gir cap a la comercialitat que va adoptar la programació del teatre. Malgrat això, el 27 de juny de 1964 va tancar les portes definitivament.

## Programa
La programació de la Sala Ampurdanesa es va consagrar, gairebé de manera exclusiva, al teatre de titelles per a infants. Junt amb les funcions que hi va oferir Jaume Anglès i Vilaplana entre el 1923 i el 1932, van conviure-hi programes de «Titellas y payasos» —molt recurrents a la sala— o vetllades musicals, teatrals, coreogràfiques i benèfiques a càrrec de societats artístiques i culturals, com ara el Círculo Arenal i la Agrupación Artística Racing. Ja entrada la dècada dels trenta, les actuacions s'alternen amb reunions sindicals, presentacions de productes comercials o mítings polítics, una pràctica habitual als espais escènics de l'època.
Pel que fa al Teatre Guimerà, es va inaugurar amb El pobre d'esperit i els altres, comèdia de Josep M. de Sagarra interpretada per la companyia de Lluís Orduna, amb artistes com Maria Matilde Almendros, Carles Lloret, Núria Torray o la veterana Emilia Baró. El nou espai va consagrar-se a la comèdia, amb títols com Pobre Gabriel, de Xavier Regàs, Les maletes del senyor Bernet –vodevil de Claude Magnier en què va debutar Josep Maria Flotats– o els de la Companyia Còmica José Sazatornil, que tan aviat actuava per a adults (Padres que tenéis hijos) com per a petits (Trip y Trap en el castillo maldito), dins la línia de programació infantil que el teatre va encetar l'octubre de 1958 amb Pulgarcito y sus hermanos, de Lluís Coquard.
El Guimerà de Lluís Orduna va acollir també matinals amateurs, muntatges de l'Agrupació Dramàtica de Barcelona o el Concurso Nacional de Teatro Universitario, però, sobretot, va ser notícia per la longevitat dels seus espectacles: el 1960 va celebrar les dues-centes representacions de Smith, de W. Somerset Maugham; l'any següent, les cent funcions de Los blancos dientes de perro, d'Eduardo Criado, i les quatre-centes d'El millor dependent del món, una comèdia de Francesc Lorenzo i Gàcia. Tan important com Orduna, però, fou Carlos Lucena, un actor i director que va donar un gir radical al programa del Teatre Guimerà, amb una temporada de textos contemporanis que va iniciar-se el novembre del 1962 amb Amadeo, de Ionesco, i La señorita Julia, d'August Strindberg. A propòsit d'aquesta última, els anuncis publicitaris deien: «Per primer cop a Barcelona, una obra de Strindberg. L'obra més important del teatre modern i que vostè desconfiava veure». Va signar tots dos muntatges la companyia encapçalada per Lucena i Dora Santacreu, compromesa amb l'escena més experimental com demostren les estrenes, a l'inici de 1963, de Darrera versió, per ara, de Pedrolo, i les de Hamlet, solista i Medea la encantadora, de José Bergamín.
Malgrat l'empenta de Lucena i Santacreu, la manca de recursos econòmics va obligar el teatre a tancar les portes el març d'aquell any; dos mesos més tard, les va tornar a obrir amb una comèdia d'èxit, Cena de matrimonios, vodevil d'Alfonso Paso que girava per diferents teatres des de feia quatre anys i que va arribar a la funció dos mil al Guimerà. Les concessions a la comercialitat van perpetuar-se a títols com El glorioso soldero, de Calvo Sotelo, o Boeing Boeing, de Marc Camoletti, però no van impedir que Lucena programés també peces com Les arrels, d'Arnold Wesker —a càrrec de Teatre Experimental Calatà— o Alma negra, de Giuseppe Patroni Griffi, «l'obra més forta i atrevida estrenada a Barcelona des de començament de segle», com apuntava la publicitat. A la fi, el 27 de juny del 1964, l'estrena de Los cinco minutos de Margot, una comèdia d'embolics de Louis Verneuil que comptava amb Marta Flores, Carlos Lucena i Rosa Maria Sardà al repartiment, posava el punt final a l'aventura d'aquest petit teatre del carrer del Pi.

## Obres representades
Durant els anys que va romandre obert, s'hi van estrenar i representar obres com: 
- 1958. El pobre d'esperit i els altres de Josep Maria de Sagarra
- 1958. La zorra y las uvas de Guilherme Figuereido
- 1958. La cinglera de la mort de Cecília A. Màntua
- 1958. Pulgarcito de Lluís Coquard (octubre 1958)
- 1958. Un home entre herois de Rafael Tasis
- 1958. Jesús és nat de Joan Serrat i Francesc d'A. Picas (desembre 1958)
- 1958. Pobre Gabriel de Xavier Regàs
- 1959. Leyla de Romero Marchén i J. L. Navarro
- 1959. El chalet de los chalaos de José María Iglesias
- 1960. Smith de Somerset Maugham i adaptació de Xavier Regàs
- 1960. Triángulo blanco de Jaume Salom
- 1961. Los blancos dientes del perro d'Eduard Criado
- 1961. La señorita Julia d'August Strindberg
- 1961. El millor dependent del món de Francesc Lorenzo i Gàcia
- 1963. Les arrels d'Arnold Wesker (27 de maig de 1963)
- 1963. Mademoiselle Mama
- 1963. Cena de matrimonios d'Alfonso Paso (setembre 1963)
- 1964. Boeing Boeing de Marc Camoletti (febrer 1964)
- 1964. Alma negra de Giuseppe Patroni Griffi (maig 1964)
- Berenice de Robert Brasillach
- Medea de Jean Anouilh
- Senyora embajadora de Xavier Regàs
- Aquí al bosc de Joan Brossa
- Los frescos de Pedro Muñoz Seca
- Bala perduda de Lluís Elias
- Trip y Trap en el castillo maldito d'Armand Matias i Guiu
- Hamlet solista y Medea, la encantadora de José Bergamín
- El círculo de tiza de Cartagena de José Rodríguez Méndez